# Полісся (поїзд Львів — Рівне)
«Полісся» — регіональний поїзд Укрзалізниці (денний швидкий) № 804/803//806/805 сполученням Львів — Рівне, використовується складом електроїзда ЕР9М-503.
На даний поїзд є можливість придбати електронний проїзний документ.

## Історія
Поїзд призначений після проведення капітального ремонту електропоїзда ЕР9 наприкінці 2009 року.
З 10 лютого 2018 року на потяг можна придбати електронні квитки.
11 лютого 2018 року через ремонтні роботи потяг скоротили до станції Підзамче.
31 березня 2019 року поїзду встановлена тарифна зупинка на станції Підзамче.
В квітні 2019 року через ремонтні роботи поїзд № 804/803 курсував лише по неділях, а № 806/805 курсував без змін.
З 8 по 13 липня 2019 року через колійні роботи на перегоні Здолбунів — Озеряни поїзд № 804/803 не курсував, але поїзд № 806/805 продовжував курсувати встановленим графіком руху.
З 18 березня 2020 по 9 квітня 2021 року поїзд не курсував через пандемію COVID-19, але надалі відновлено курсування без спільного обороту з поїздами № 805 Рівне — Львів та № 804 Львів — Рівне.
З 24 квітня 2021 року поїзд не курсуватиме по суботах.
З 30 квітня 2021 року повернено поїзди № 805 Рівне — Львів та № 804 Львів — Рівне.
З 2 травня 2021 року поїздам запроваджена зупинка на станції Красне.
З 20 червня 2021 року запроваджено зупинку на станції Задвір'я.
28 березня 2023 року було надано електропоїзд ЕР9М-554, який пройшов капітальний ремонт на Київському електровагоноремонтному заводі.
В травні 2024 року було повернено ЕР9М-503, який пройшов капітальний ремонт на Київському електровагоноремонтному заводі. Було встановлено кріплення для велосипедів, ⁠розетки для зарядки гаджетів, пандуси, інклюзивні вбиральні, інформаційні покажчики з шрифтом Брайля і нові комфортні сидіння.

## Інформація про курсування
Поїзд курсує цілий рік. На маршруті руху зупиняється на 4 проміжних станціях.
| Розклад руху поїзда «Полісся» № 804/803 на 2021 рік | Розклад руху поїзда «Полісся» № 804/803 на 2021 рік | Розклад руху поїзда «Полісся» № 804/803 на 2021 рік | Розклад руху поїзда «Полісся» № 804/803 на 2021 рік | Розклад руху поїзда «Полісся» № 804/803 на 2021 рік |
| Час прибуття                                        | Час відправлення                                    | Станція                                             | Час прибуття                                        | Час відправлення                                    |
| --------------------------------------------------- | --------------------------------------------------- | --------------------------------------------------- | --------------------------------------------------- | --------------------------------------------------- |
| 12:35                                               | —                                                   | Рівне                                               | —                                                   | 06:45                                               |
| —                                                   | 09:50                                               | Львів                                               | 09:35                                               | —                                                   |

| Розклад руху поїзда «Полісся» № 806/805 на 2021 рік | Розклад руху поїзда «Полісся» № 806/805 на 2021 рік | Розклад руху поїзда «Полісся» № 806/805 на 2021 рік | Розклад руху поїзда «Полісся» № 806/805 на 2021 рік | Розклад руху поїзда «Полісся» № 806/805 на 2021 рік |
| Час прибуття                                        | Час відправлення                                    | Станція                                             | Час прибуття                                        | Час відправлення                                    |
| --------------------------------------------------- | --------------------------------------------------- | --------------------------------------------------- | --------------------------------------------------- | --------------------------------------------------- |
| 19:16                                               | —                                                   | Рівне                                               | —                                                   | 13:15                                               |
| —                                                   | 16:31                                               | Львів                                               | 16:12                                               | —                                                   |

Актуальний розклад руху вказано у розділі «Розклад руху призначених поїздів» на офіційному вебсайті «Укрзалізниці».

## Склад поїзда
Поїзд сформовано у моторвагонному депо РПЧ-3 станції Здолбунів.
Поїзду встановлена схема з 4 сидячих вагонів 2 класу комфортності:
- 1 вагон — 52 місця;
- 2 та 3 вагони — 102 місця;
- 4 вагон — 75 місць.

Всього пасажирських місць — 331.
Нумерація вагонів при відправлення зі Львова від 01 вагона, з Рівного — з 04 вагона.

## Подія
14 червня 2016 року в електропоїзді № 806 біля станції Броди жінка народила дитину. Жінку доправили до лікарні в місто, а електропоїзд запізнювався до 15 хвилин.